# آویزه گوشتی

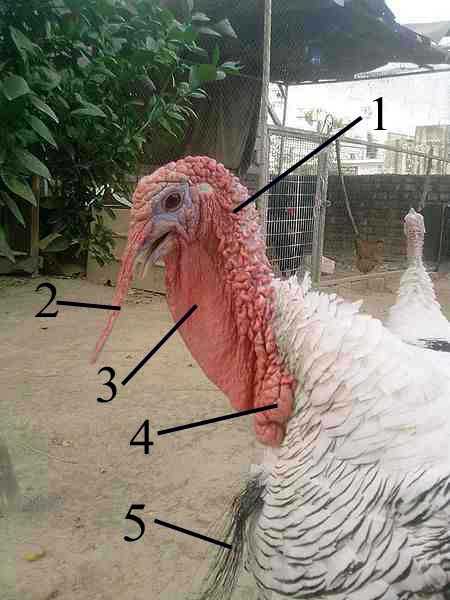
کالبدشناسی ظاهری سر و گردن بوقلمون اهلی: ۱. گوش‌آویزه ۲. نوک‌آویزه ۳. غبغبک ۴. گوشتاله ۵. ریش

آویزه گوشتی یا گوشت‌آویزه برون‌رُسته‌های کوچک گوشتی هستند که بخشی عادی از کالبد برخی از جانوران را تشکیل می‌دهند. به آویزه‌های گوشتی، گوشتاله هم گفته‌اند.
در پرندگان، گوشت‌آویزه به بخش‌هایی به نام‌های غبغبک، تاج گوشتی، نوک‌آویز، و گوش‌آویزه و گوشتاله تقسیم می‌شود. دربارۀ بوقلمون اما، واژه گوشت‌آویزه تنها به زائده‌های گوشتی پشت سر و گردن اشاره دارد.
| نام آویزه گوشتی | برابر انگلیسی  | توضیح |
| غبغبک           | wattle         | غبغبک لایه یا قلمبهٔ گوشتی است که از بخش‌های مختلف کنار سر یا گردن برخی جانوران آویزان است.                                                                                           |
| گوش‌آویزه        | earlobe        | زائده گوشتی که از گوش و پیرامون آن آویزان باشد. به آن نرمه گوش و گوشک هم گفته شده است.                                                                                              |
| نوک‌آویزه        | snood          | زائده گوشتی طولانی که از پیشانی بوقلمون به سوی نوک آن آویزان است. |
| برآمدگی پیشانی  | comb           | تاج گوشتی یا پوپ، زائده گوشتی است که بر روی سر خروس و برخی پرندگان دیگر می‌روید. |
| چانه‌آویز        | dewlap         | چانه‌آویز یا زنخ‌آویز لایه‌ای گوشتی است که بر روی چانه برخی سگ‌ها و برخی جانوران دیگر آویزان است.                                                                                       |
| گوشتاله         | major caruncle | گوشت‌آویز قلمبه‌ای است که در پایین دیگر گوشت‌آویزها آویزان است. |
| گوشت‌آویز        | caruncle       | در بیشتر جانوران، به مجموع غبغب، غبغبک، گوش‌آویز، نوک‌آویز، گوشتاله، و تاج گوشتی، گوشت‌آویز یا قرمزگوشت می‌گویند. اما دربارۀ بوقلمون به زائده‌های گوشتی پشت سر و گردن، گوشت‌آویز می‌گویند. |

## پرندگان دارای گوشت‌آویز
پرندگان گوناگونی دارای آویزه‌های گوشتی هستند و از آن جمله:
| - مرغابیان (قو، مرغابی و غاز) - چشم‌پوپیان (چشم‌پوپی گلوسیاه) - ژیان‌مرغان (نوک‌سیمین هندی) - سلیمان (پرنده) (خروس‌کلیان) - شاهینیان (شاهین) - طوطیان (طوطی و مکائو) - طوطی‌کاکلیان (طوطی‌کاکلی) - عسل‌خواران (عسل‌خوار) - عقابیان (عقاب و کرکس) - غبغبکی‌های نیوزیلند (کوکاکو، زین‌به‌پشت و هوئیا) | - کوکوسنگ‌چشمان (فاخته‌نماهای غبغبکی) - قرقاولان (قرقاول، خروس و بوقلمون) - شترمرغان شاخدار (شترمرغ شاخدار) - کرکس‌های جهان جدید (رخ‌کرکس و کرکس) - کوکویان (کوکو و خویشاوندان) - گرکلاغان (گرکلاغ گردن‌سفید) - لک‌لکان (لک‌لک) - مرغ‌مقدسیان (اکراس و کفچه‌نوک) - موزخواران (موزخوار) - موش‌مرغان (موش‌مرغ) |